# Валпи
Валпи (англ. Walpi) — посёлок в округе Навахо, штат Аризона, к северо-востоку от г. Флагстаф. Находится на Первой Месе в резервации народа хопи. Основное население посёлка составляют представители народа тева, говорящие на языке хопи. В некоторых домах до настоящего времени нет проточной воды и электричества.
Жители Валпи полностью уничтожили соседнее поселение Сикьятки в XVII веке.

## История
Валпи является одной из старейших деревень в Соединенных Штатах, непрерывно заселяемых более 1100 лет, начиная примерно с 900 г. н. э. Это пример традиционной каменной архитектуры хопи, используемой для пуэбло, построенных в оборонительных местах на вершинах гор.
Каменное пуэбло, слегка возвышающееся над каменной горой, было хорошо задокументировано фотографиями конца 19 века, сделанными Эдвардом Кёртисом, Джоном Хиллерсом и другими.